# 水本勝己
水本 勝己（みずもと かつみ、1968年10月1日 - ）は、岡山県倉敷市出身の元プロ野球選手（捕手、右投右打）、プロ野球コーチ。
2025年の登録名は水本 勝巳（読み同じ）。

## 経歴

### 現役時代
倉敷工業高では強打の捕手として鳴らし、3年次の1986年に夏の甲子園出場。1日目第3試合の1回戦・対秋田工業高戦において1-11で敗れて初戦敗退。
高校卒業後は、社会人野球の名門・松下電器に進み、潮崎哲也ともバッテリーを組む。チームは3年連続で都市対抗野球大会に出場した。（本人は2年目のみ登録されるが、試合出場はなし）
1989年秋に、倉敷工業高の先輩である片岡新之介を頼って広島東洋カープの入団テストを受験し合格、同年オフにドラフト外で入団した。
1991年のシーズン終了後にわずか2年の早さで現役を引退した。

### 現役引退後
引退後は、広島のブルペン捕手として長年チームを陰で支えた。
2007年シーズン途中、ブルペンコーチ補佐（ブルペン捕手兼務）に就任。
2011年、事実上の三軍監督となる「三軍統括コーチ」に就任した。
2013年から2015年まで二軍バッテリーコーチを務めた。
2014年9月には、二軍監督の内田順三が翌2015年から読売ジャイアンツ（巨人）の二軍打撃コーチに就任するため辞任したことを受け、秋季教育リーグのフェニックス・リーグで二軍監督代行として指揮を執った。2015年3月10日に一軍総合コーチの永田利則が体調不良のため入院した際には、その間の代役を二軍監督の高信二が務め、水本が二軍監督代行を務めた。
2016年、前任の高が一軍ヘッドコーチに就任したことに伴い二軍監督に昇格。就任1年目の2016年はウエスタン・リーグ5連覇を達成したソフトバンクから24ゲーム差の4位と低迷した。
2017年には中日ドラゴンズ、ソフトバンクとの熾烈な優勝争いを制して1991年以来26年ぶりのウエスタン・リーグ制覇に導き、10月7日にKIRISHIMAサンマリンスタジアム宮崎で行われたファーム日本選手権では5-2で巨人を破り、巨人・内田二軍監督との「師弟対決」を制して初のファームチャンピオンへと導いた。その後は2020年まで二軍監督を務め、2020年限りで退団した。
11月26日、2021年よりオリックス・バファローズの一軍ヘッドコーチに就任することが発表された。背番号は88。
2022年8月27日、新型コロナウイルス感染のため休養となった中嶋聡監督に代わり、プロ野球史上初となる“元NPB球団在籍選手かつ一軍公式戦未出場者による監督代行”として一軍の指揮を執り、同日の対埼玉西武ライオンズ戦（京セラドーム大阪）で6-0と勝利し、1968年に阪神タイガース監督を務めた藤本定義以来、“プロ野球一軍公式戦出場経験のない監督”として54年ぶりの勝ち星を記録した。
2023年も一軍ヘッドコーチとして続投。6月13日からは体調不良の中嶋監督に代わって再び監督代行として指揮を執り、緒戦の対阪神戦を白星で飾るなど2カード6戦5勝1敗の好成績でまとめ上げた。
2025年より、公示および球団公式サイトの選手名鑑における登録名が「己」を「巳」に置き換えた水本 勝巳に変更された（読みは同じ）。

## 人物
投手陣から信頼され、特に佐々岡真司と仲が良く佐々岡のお気に入りだったらしい。
市民球場での試合前に、立ち上がりの悪い投手や雰囲気に飲まれるタイプの投手には、スタンド下のブルペンからグランドへ移動して、緊張をほぐすなど気をつかっている。
打撃不振の金本知憲や新井貴浩（当時広島在籍）の早出特打ちにはいつもアドバイスを送り、投手陣だけでなく、野手陣からの信頼も厚い。
チーム関係者からは曲がったことの嫌いな人間で、若手にもベテランにも平等に接することが出来る人物と評した。

## 詳細情報

### 年度別打撃成績
- 一軍公式戦出場なし

### 背番号
- 64（1990年 - 1991年）
- 100（1992年 - 2006年）
- 89（2007年 - 2020年）
- 88（2021年 - ）

### 登録名
- 水本 勝己（みずもと かつみ、1990年 - 1991年、2007年 - 2024年）
- 水本 勝巳（みずもと かつみ、2025年 - ）